# Doch die Liebe fand einen Weg
Doch die Liebe fand einen Weg è un cortometraggio muto del 1915 diretto da Hubert Moest. Il film aveva come protagonista femminile l'attrice Hedda Vernon che, all'epoca, era la moglie del regista. Insieme, i due girarono numerose pellicole.

## Produzione
Il film fu prodotto da Franz Vogel per la Eiko (o Riko) (Deutschland), No. 241

## Distribuzione
Il film, un cortometraggio in tre bobine, fu presentato a Berlino nel 1915 e uscì nelle sale cinematografiche tedesche con il visto di censura del giugno 1915.